# Oktet wokalny „Octava”
Oktet wokalny Octava – krakowski oktet muzyczny powstały w 2004 r.

## Obecny skład zespołu
- Anna Cynk, Agnieszka Drabent – soprany
- Małgorzata Langer-Król, Łukasz Dulewicz – alty
- Zygmunt Magiera, Marek Opaska – tenory
- Bartłomiej Pollak, Marcin Wróbel – basy
- Zygmunt Magiera – kierownictwo artystyczne

## Repertuar
Oktet wokalny „Octava” wykonuje przede wszystkim muzykę dawną a cappella zarówno religijną jak i świecką, w tym m.in. utwory kompozytorów tworzących w katedrze wawelskiej w czasach jej największej świetności. Posiadany repertuar wykorzystywany jest w koncertach o różnej tematyce m.in. w koncertach edukacyjnych bądź też koncertach z muzyką „lekką”.

## Osiągnięcia
2006
- XV (Jubileuszowy) Ogólnopolski Festiwal Pieśni Chóralnej „Kolędy i Pastorałki” w Myślenicach – II miejsce;
- VIII Małopolski Konkurs Chórów (XXVIII Edycja Krakowskiego Konkursu Chórów) – Grand Prix – nagroda ks. kard. Stanisława Dziwisza oraz Diamentowa struna;
- II Międzynarodowy Festiwal Chóralny „Cracovia Cantat” w Krakowie – I nagroda;
- II Międzynarodowy Festiwal „Rybnicka Jesień Chóralna” – I miejsce;
- 37. Ogólnopolski Turniej Chórów „Legnica Cantat” – uczestnictwo;

2007
- XVI Ogólnopolski Festiwal Pieśni Chóralnej „Kolędy i Pastorałki” w Myślenicach – II miejsce;
- IX Małopolski Przegląd Chórów (XXIX Edycja Krakowskiego Konkursu Chórów) w Niepołomicach – I nagroda („złota struna”)
- II Festiwal Chóralny „Cantate Domino” w Krakowie – I miejsce, oraz nagroda specjalna ks. kardynała Stanisława Dziwisza;
- II Dolnośląski Festiwal Chórów „Silesia Cantat” w Głogowie – I nagroda oraz puchar Prezydenta Miasta Głogowa
- IX Ogólnopolski Festiwal Pieśni Religijnej „Cantate Deo” w Rzeszowie – I nagroda oraz nagroda za najlepsze wykonanie utworu obowiązkowego
- X Łódzki Festiwal Chóralny „Cantio Lodziensis” w Łodzi – Grand Prix;

2008
- XVII Ogólnopolski Festiwal Pieśni Chóralnej „Kolędy i Pastorałki” w Myślenicach – I miejsce;
- 39. Ogólnopolski Turniej Chórów „Legnica Cantat” – Grand Prix, I nagroda w kategorii Chóry inne, Nagroda Prezesa KGHM Miedź, Nagroda Prezydenta Miasta Legnica, Nagroda dla najlepszego dyrygenta turnieju dla Zygmunta Magiery.